# Acura CL
Acura CL — среднеразмерный автомобиль, который выпускала Acura в 1997—1999 и в 2001—2003 годах. Автомобиль производился на платформе Honda Accord и был первой моделью Acura, производство которой было налажено в США. 
Многие считают, что Acura CL стала своеобразной заменой модели Acura Legend[кто?]. Когда в конце 1995 года, купе Acura Legend исчез с линейки производства компании Acura, вместо него появился седан под названием Acura RL. Следующим купе в этой линейке стала модель CL в 1997 году.

## Первое поколение (1997—1999)

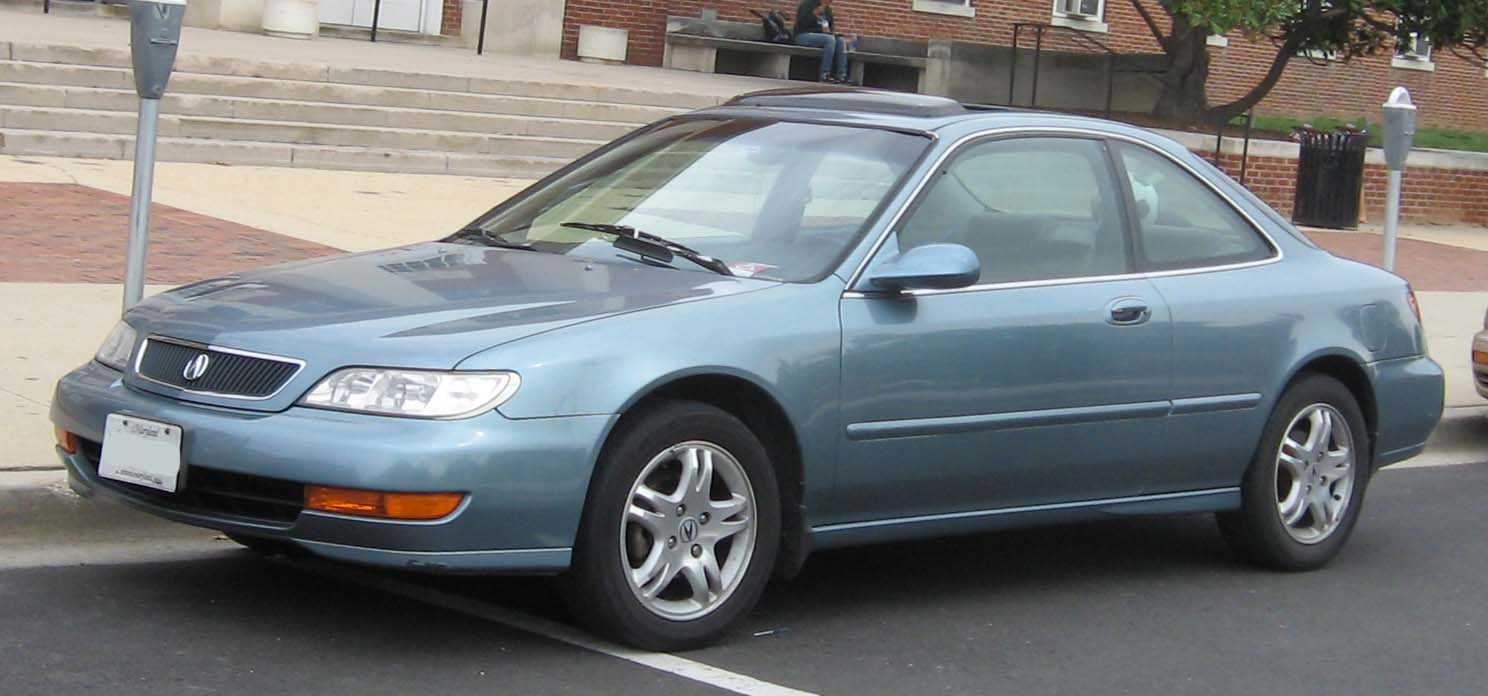
Acura CL первого поколения

В 1997 году Acura выпустили модели Acura CL с двигателями J30 V6, объёмом 3,0 л и мощностью 200 л.с., и F22B1 I4, объёмом 2,2 л и мощностью 145 л.с. В 1998-1999 годах выпускались модели с двигателем F23A1, объём которого составлял 2,3 л, а мощность 150 л.с.
Модели CL 1997-1999 годов  имели существенный недостаток, связанный с электронным механизмом открывания окон. Он часто приходит в негодность, поэтому производителю постоянно приходилось заменять электродвигатели по гарантии и после её истечения..

## Второе поколение (2001—2003)

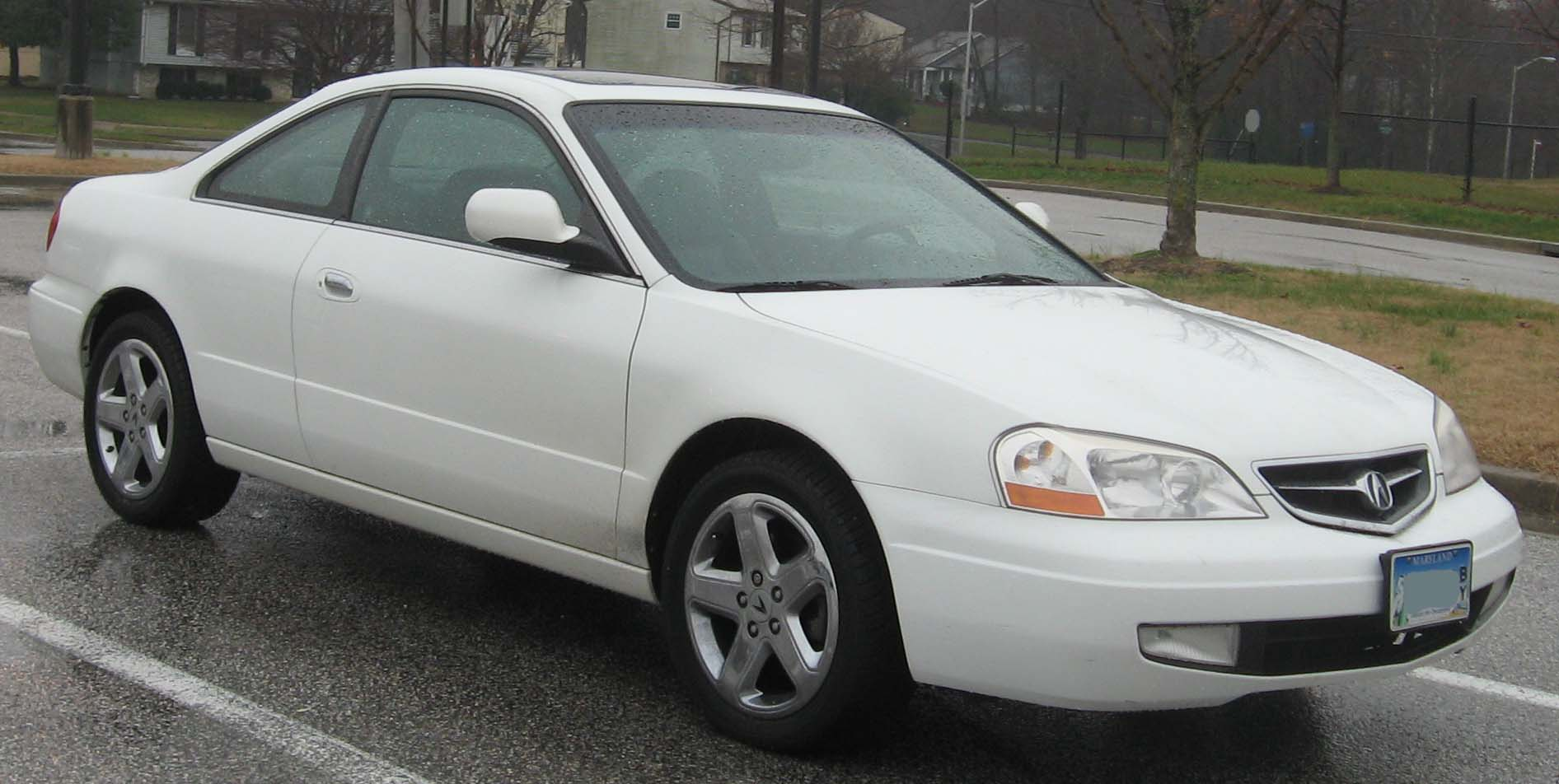
Acura CL второго поколения

В 2000 году Acura выпускали модель TL с новым дизайном. И хотя в этом году CL не выпускали, в марте был разработан её новый дизайн, с которым автомобиль появился на рынках в 2001 году. Помимо дизайна были улучшены технические характеристики автомобиля, в частности за счёт нового 3,2-литрового двигателя SOHC VTEC J-series V6.  В модели Type-S устанавливалась навигационная система, придавая ей статус 'спортивного' автомобиля. В то время как стандартная комплектация CL выпускалась с двигателем V6 мощностью 225 л.с., на Type-S устанавливались двигатель V6 мощностью 260 л.с., специальные 17" диски, более жесткая подвеска, усовершенствованная тормозная система, и комфортабельные сиденья.
В 2002, CL Type-S предлагалась как модель 2003 года, с 6-скоростной механической коробкой передач. Автомобиль с механической коробкой передач имел незначительные внутренние отличия. Кроме того, сиденья с подогревом имели только один температурный режим (против двух в старой версии CL). Системы VSA и TCS также не сочетались с механикой.  

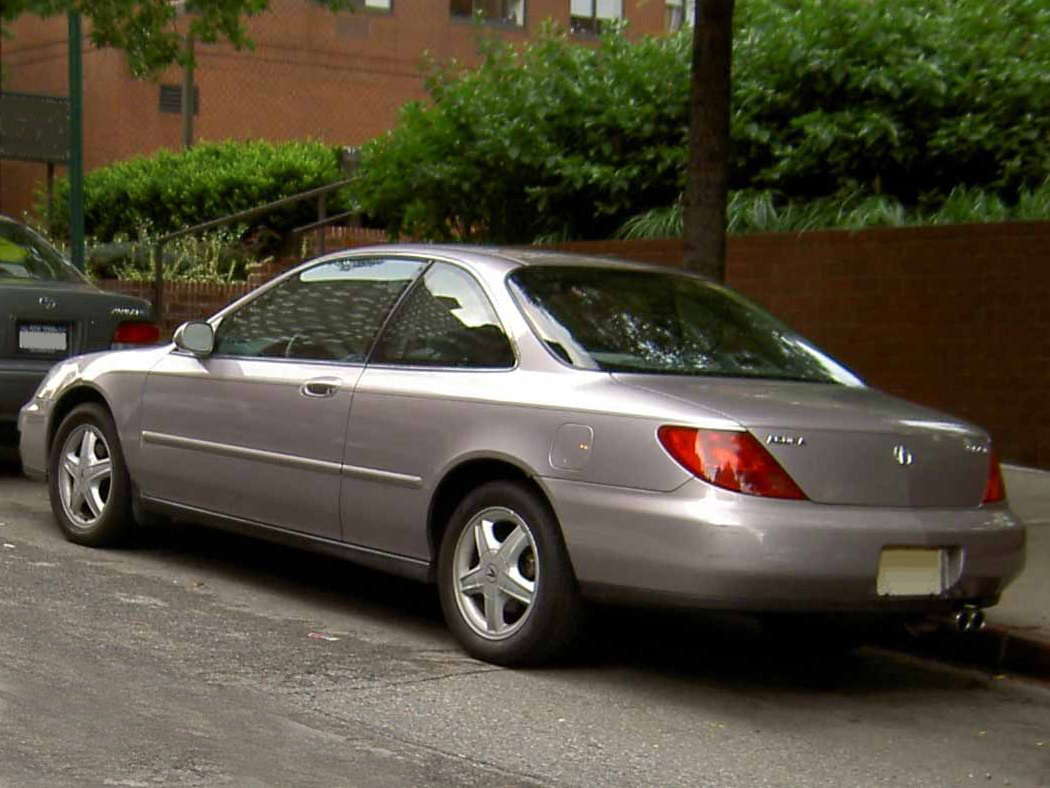
Acura CL первого поколения, вид сзади

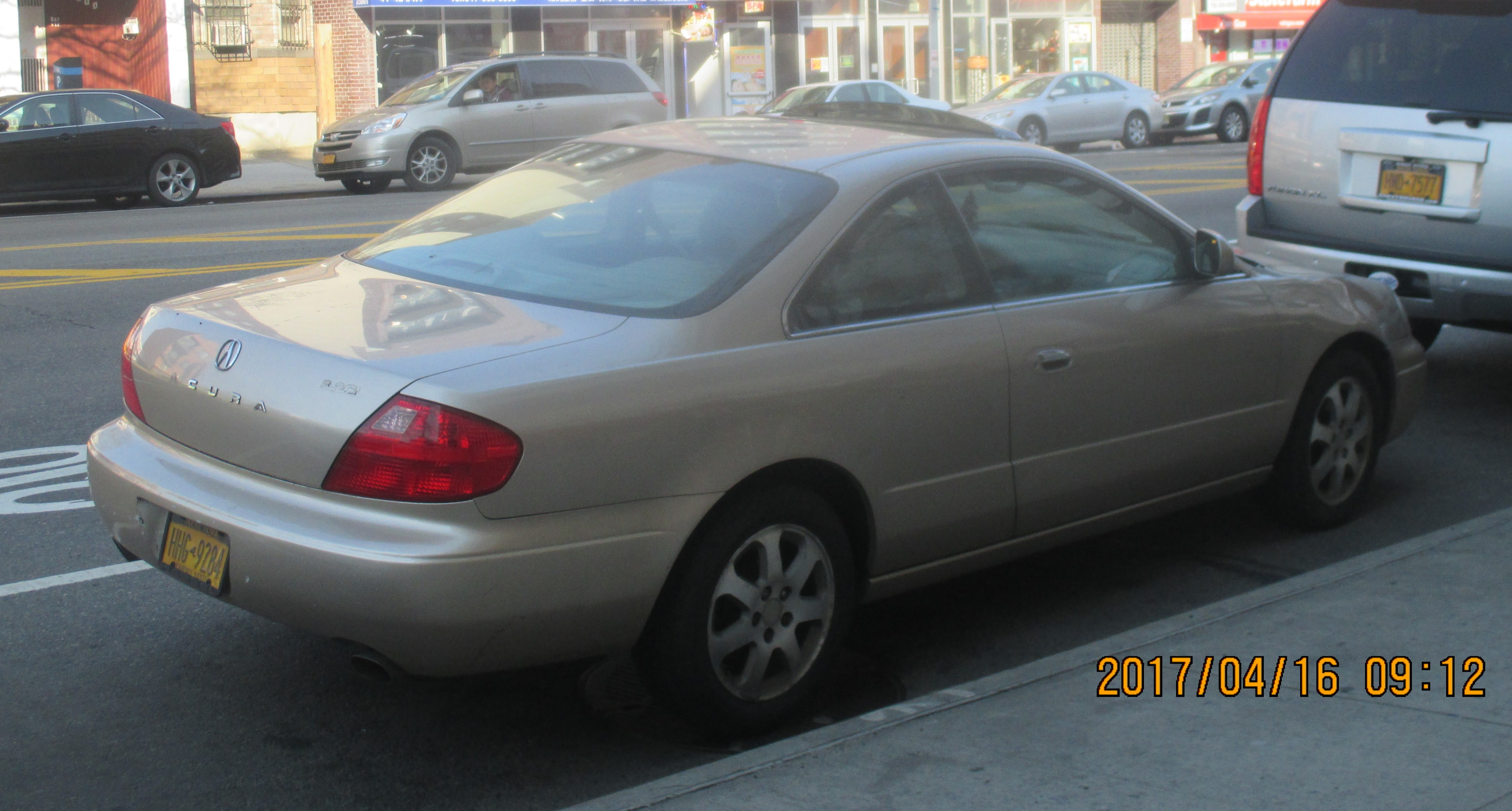
Acura CL второго поколения, вид сзади

В 2003 произошли косметические изменения CL. Дорожные/противотуманные фары, которые были на 1-2 моделях, были удалены, и на их месте были установлены не функциональные воздуховоды. Решетка и ручки двери теперь были в цвет корпуса. Боковые зеркала были также перепроектированы (с крашеным стеклом), поскольку клиенты жаловались на чрезмерные аэродинамические шумы. Передние фары теперь имели затемненную внутреннюю часть, и у задней фары были бесцветные стёкла сигнала поворота и заднего хода. 

## Проблемы модели
Проблемы с автоматической коробкой передач были замечены с моделями CL 2-го поколения. 

## В массовой культуре
- Прототип Acura CL-X Concept снят в клипе Джанет Джексон - Doesn’t Really Matter.
- CL второго поколения присутствует в Gran Turismo 3: A-Spec.
- CL Type-S 2001 и 2003 года присутствует в Gran Turismo 4.